# Liga de Campeones de voleibol masculino de 2008-09
La Liga de Campeones de voleibol masculino de 2008-09 fue la 50° edición de la historia de la competición organizada por la CEV entre el 4 de noviembre de 2008 y el 5 de abril de 2009. 
La Final Four se disputó en la ciudad checa de Praga donde el equipo italiano del Trentino Volley ganó su primera Liga de Campeones tras vencer al Iraklis VC griego por 3-1.

## Equipos participantes
En la edición de la Liga de Campeones de 2008-09 participan 24 equipos; 22 de estos son definidos según el coeficiente CEV de las ligas que se determina basándose en los resultados de los clubes durante las anteriores temporadas. Las otras dos plazas son entregadas por medio de wild card por la misma CEV; todavía un equipo de España renuncia a su plaza y en su lugar es entregada una tercera wild card.
| Pos. | País            | Plazas | Equipos                                             | Wild card       | Tot |
| 1    | Italia          | 3      | Trentino Volley, Pallavolo Piacenza y Lube Macerata |                 | 3   |
| 2    | Rusia           | 2      | VK Dinamo Moscú y VK Zenit Kazán                    | Iskra Odinstovo | 3   |
| 3    | Grecia          | 2      | Iraklis VC y Panathinaikos                          |                 | 2   |
| 4    | Polonia         | 2      | AZS Częstochowa y Skra Belchatow                    |                 | 2   |
| 5    | España          | 2      | CV Pórtol y un equipo renuncia                      |                 | 1   |
| 6    | Francia         | 2      | Beauvais Oise y París Volley                        |                 | 2   |
| 7    | Bélgica         | 2      | Noliko Maaseik y Knack Roeselare                    |                 | 2   |
| 8    | Alemania        | 1      | VfB Friedrichshafen                                 |                 | 1   |
| 9    | Austria         | 1      | HotVolleys Viena                                    |                 | 1   |
| 10   | República Checa | 1      | VK Budejovice                                       |                 | 1   |
| 11   | Países Bajos    | 1      | Dynamo Apeldoorn                                    |                 | 1   |
| 12   | Turquía         | 1      | Fenerbahçe Estambul                                 |                 | 1   |
| 13   | Eslovenia       | 1      | ACH Volley                                          |                 | 1   |
| 14   | Serbia          | 1      | OK Estrella Roja                                    |                 | 1   |
| 21   | Bulgaria        | nc     |                                                     | VC CSKA Sofia   | 1   |
| 25   | Portugal        | nc     |                                                     | Vitória SC      | 1   |

## Fórmula
El 4 de julio en Viena los equipos fueron sorteados en seis grupo de cuatro; equipo del mismo país no pueden estar en el mismo grupo.
En la fase de grupos los equipo reciben dos puntos por cada victoria y un punto por cada derrota cualquier sea el resultado del partido; los dos primeros equipos de cada grupo y los cuatro tercero se clasifican a la siguiente ronda. El primer criterio de desempate es el ratio/set y luego el ratio/puntos.
Los cuatro mejores equipos entre los eliminados de la fase grupos (los peores dos terceros y los mejores dos cuartos) son repescados para el Challenge Round de la Copa CEV 2008-09.

|  | Equipos clasificados para los Playoff de la Liga de Campeones 2008-09. |
|  | Equipos repescados para el Challenge Round de la Copa CEV 2008-09.     |
|  | Equipos eliminados de la competición.                                  |

### Grupo A
| Pos. | Equipo              | Pt | G | P | SG | SP | Ratio | PG  | PP  | Ratio |
| ---- | ------------------- | -- | - | - | -- | -- | ----- | --- | --- | ----- |
| 1.   | Iraklis VC          | 12 | 6 | 0 | 18 | 4  | 4.500 | 544 | 461 | 1.180 |
| 2.   | AZS Częstochowa     | 9  | 3 | 3 | 12 | 10 | 1.200 | 496 | 475 | 1.044 |
| 3.   | Fenerbahçe Estambul | 10 | 4 | 2 | 15 | 10 | 1.500 | 557 | 535 | 1.041 |
| 4.   | VC CSKA Sofia       | 6  | 0 | 6 | 4  | 18 | 0.222 | 476 | 543 | 0.887 |

|      | Ira | Cze | Fen | CSKA |
| ---- | --- | --- | --- | ---- |
| Ira  | -   | 3-1 | 3-1 | 3-0  |
| Cze  | 2-3 | -   | 3-0 | 3-0  |
| Fen  | 0-3 | 3-0 | -   | 3-2  |
| CSKA | 0-3 | 1-3 | 1-3 | -    |

### Grupo B
| Pos. | Equipo          | Pt | G | P  | SG | SP | Ratio | PG  | PP  | Ratio |
| ---- | --------------- | -- | - | -- | -- | -- | ----- | --- | --- | ----- |
| 1.   | VK Dinamo Moscú | 12 | 6 | 10 | 18 | 5  | 3.600 | 550 | 470 | 1.170 |
| 2.   | Noliko Maaseik  | 9  | 3 | 3  | 11 | 10 | 1.100 | 478 | 450 | 1.062 |
| 3.   | Vitória SC      | 9  | 3 | 3  | 11 | 11 | 1.000 | 492 | 506 | 0.972 |
| 4.   | VK Budejovice   | 6  | 0 | 6  | 4  | 18 | 0.222 | 441 | 535 | 0.824 |

|     | DnM | Maa | Vit | Bud |
| --- | --- | --- | --- | --- |
| DnM | -   | 3-0 | 3-1 | 3-0 |
| Maa | 2-3 | -   | 3-0 | 3-0 |
| Vit | 1-3 | 3-0 | -   | 3-2 |
| Bud | 1-3 | 1-3 | 0-3 | -   |

### Grupo C
| Pos. | Equipo           | Pt | G | P | SG | SP | Ratio | PG  | PP  | Ratio |
| ---- | ---------------- | -- | - | - | -- | -- | ----- | --- | --- | ----- |
| 1.   | Lube Macerata    | 11 | 5 | 1 | 16 | 6  | 2.667 | 535 | 458 | 1.168 |
| 2.   | Knack Roeselare  | 10 | 4 | 2 | 13 | 7  | 1.556 | 467 | 453 | 1.031 |
| 3.   | CV Pòrtol        | 9  | 3 | 3 | 9  | 10 | 0.977 | 427 | 437 | 0.977 |
| 4.   | OK Estrella Roja | 6  | 0 | 6 | 3  | 18 | 0.167 | 429 | 510 | 0.841 |

|     | Lub | Roe | Por | EsR |
| --- | --- | --- | --- | --- |
| Lub | -   | 3-1 | 3-0 | 3-1 |
| Roe | 3-1 | -   | 3-0 | 3-0 |
| Por | 0-3 | 3-0 | -   | 3-1 |
| EsR | 1-3 | 0-3 | 0-3 | -   |

### Grupo D
| Pos. | Equipo             | Pt | G | P | SG | SP | Ratio | PG  | PP  | Ratio |
| ---- | ------------------ | -- | - | - | -- | -- | ----- | --- | --- | ----- |
| 1.   | Pallavolo Piacenza | 11 | 5 | 1 | 17 | 9  | 1.889 | 619 | 548 | 1.130 |
| 2.   | VK Zenit Kazán     | 10 | 4 | 2 | 14 | 9  | 1.556 | 529 | 503 | 1.052 |
| 3.   | París Volley       | 8  | 2 | 4 | 10 | 13 | 0.769 | 523 | 545 | 0.960 |
| 4.   | Dynamo Apeldoorn   | 7  | 1 | 5 | 7  | 17 | 0.412 | 484 | 559 | 0.866 |

|     | Pia | ZnK | Par | Ape |
| --- | --- | --- | --- | --- |
| Pia | -   | 3-1 | 3-1 | 3-1 |
| ZnK | 3-2 | -   | 3-0 | 3-1 |
| Par | 1-3 | 3-1 | -   | 3-0 |
| Ape | 2-3 | 0-3 | 3-2 | -   |

### Grupo E
| Pos. | Equipo           | Pt | G | P | SG | SP | Ratio | PG  | PP  | Ratio |
| ---- | ---------------- | -- | - | - | -- | -- | ----- | --- | --- | ----- |
| 1.   | Trentino Volley  | 12 | 6 | 0 | 18 | 3  | 6.000 | 510 | 410 | 1.241 |
| 2.   | ACH Bled         | 9  | 3 | 3 | 10 | 12 | 0.833 | 489 | 497 | 0.984 |
| 3.   | Beauvais Oise    | 8  | 2 | 4 | 8  | 10 | 0.533 | 495 | 553 | 0.895 |
| 4.   | HotVolleys Viena | 8  | 1 | 5 | 9  | 15 | 0.600 | 523 | 556 | 0.941 |

|     | Trn | ACH | Bea | Vie |
| --- | --- | --- | --- | --- |
| Trn | -   | 3-0 | 3-0 | 3-0 |
| ACH | 1-3 | -   | 3-1 | 3-1 |
| Bea | 0-3 | 1-3 | -   | 3-1 |
| Vie | 2-3 | 3-0 | 2-3 | -   |

### Grupo F
| Pos. | Equipo              | Pt | G | P | SG | SP | Ratio | PG  | PP  | Ratio |
| ---- | ------------------- | -- | - | - | -- | -- | ----- | --- | --- | ----- |
| 1.   | Iskra Odintsovo     | 10 | 4 | 2 | 13 | 9  | 1.444 | 493 | 494 | 0.998 |
| 2.   | VfB Friedrichshafen | 9  | 3 | 3 | 13 | 10 | 1.300 | 533 | 503 | 1.060 |
| 3.   | Skra Bełchatów      | 8  | 3 | 3 | 9  | 10 | 0.900 | 424 | 436 | 0.972 |
| 4.   | Panathinaikos       | 8  | 2 | 4 | 9  | 15 | 0.600 | 536 | 553 | 0.969 |

|     | Odi | Fri | Bel | Pan |
| --- | --- | --- | --- | --- |
| Odi | -   | 1-3 | 3-0 | 3-0 |
| Fri | 1-3 | -   | 3-0 | 2-3 |
| Bel | 3-0 | 0-3 | -   | 3-1 |
| Pan | 2-3 | 3-1 | 0-3 | -   |

## Cuadro
|  | Octavos de final    | Octavos de final | Octavos de final |   |                     | Cuartos de final | Cuartos de final | Cuartos de final |  |                 | Semifinales | Semifinales |                 |              | Final         | Final |  |
|  |                     |                  |                  |   |                     |                  |                  |                  |  |                 |             |             |                 |              |               |       |  |
|  |                     |                  |                  |   |                     |                  |                  |                  |  |                 |             |             |                 |              |               |       |  |
|  | VK Dinamo Moscú     | 3                | 1                |   |                     |                  |                  |                  |  |                 |             |             |                 |              |               |       |  |
|  | VK Dinamo Moscú     | 3                | 1                |   |                     |                  |                  |                  |  |                 |             |             |                 |              |               |       |  |
|  | Skra Bełchatów      | 2                | 3                |   |                     |                  |                  |                  |  |                 |             |             |                 |              |               |       |  |
|  | Skra Bełchatów      | 2                | 3                |   | Skra Bełchatów      | 3                | 0                |                  |  |                 |             |             |                 |              |               |       |  |
|  |                     |                  |                  |   | Skra Bełchatów      | 3                | 0                |                  |  |                 |             |             |                 |              |               |       |  |
|  |                     |                  | Iskra Odintsovo  | 2 | 3                   |                  |                  |                  |  |                 |             |             |                 |              |               |       |  |
|  | Noliko Maaseik      | 1                | Iskra Odintsovo  | 2 | 3                   | 0                |                  |                  |  |                 |             |             |                 |              |               |       |  |
|  | Noliko Maaseik      | 1                |                  |   |                     |                  |                  |                  |  |                 |             |             |                 |              |               |       |  |
|  | Iskra Odintsovo     | 3                | 3                |   |                     |                  |                  |                  |  |                 |             |             |                 |              |               |       |  |
|  | Iskra Odintsovo     | 3                | 3                |   |                     |                  |                  |                  |  | Iskra Odintsovo | 1           |             |                 |              |               |       |  |
|  |                     |                  |                  |   |                     |                  |                  |                  |  | Iskra Odintsovo | 1           |             |                 |              |               |       |  |
|  |                     |                  | Iraklis VC       | 3 |                     |                  |                  |                  |  |                 |             |             |                 |              |               |       |  |
|  | Knack Roeselare     | 1                | Iraklis VC       | 3 | 3                   |                  |                  |                  |  |                 |             |             |                 |              |               |       |  |
|  | Knack Roeselare     | 1                |                  |   |                     |                  |                  |                  |  |                 |             |             |                 |              |               |       |  |
|  | VfB Friedrichshafen | 3                | 2                |   |                     |                  |                  |                  |  |                 |             |             |                 |              |               |       |  |
|  | VfB Friedrichshafen | 3                | 2                |   | VfB Friedrichshafen | 0                | 0                |                  |  |                 |             |             |                 |              |               |       |  |
|  |                     |                  |                  |   | VfB Friedrichshafen | 0                | 0                |                  |  |                 |             |             |                 |              |               |       |  |
|  |                     |                  | Iraklis VC       | 3 | 3                   |                  |                  |                  |  |                 |             |             |                 |              |               |       |  |
|  | Vitória SC          | 0                | Iraklis VC       | 3 | 3                   | 2                |                  |                  |  |                 |             |             |                 |              |               |       |  |
|  | Vitória SC          | 0                |                  |   |                     |                  |                  |                  |  |                 |             |             |                 |              |               |       |  |
|  | Iraklis VC          | 3                | 3                |   |                     |                  |                  |                  |  |                 |             |             |                 |              |               |       |  |
|  | Iraklis VC          | 3                | 3                |   |                     |                  |                  |                  |  |                 |             |             |                 | Iraklis VC   | 1             |       |  |
|  |                     |                  |                  |   |                     |                  |                  |                  |  |                 |             |             |                 | Iraklis VC   | 1             |       |  |
|  |                     |                  | Trentino Volley  | 3 |                     |                  |                  |                  |  |                 |             |             |                 |              |               |       |  |
|  | Pallavolo Piacenza  | 2                | Trentino Volley  | 3 | 0                   |                  |                  |                  |  |                 |             |             |                 |              |               |       |  |
|  | Pallavolo Piacenza  | 2                |                  |   |                     |                  |                  |                  |  |                 |             |             |                 |              |               |       |  |
|  | AZS Częstochowa     | 3                | 3                |   |                     |                  |                  |                  |  |                 |             |             |                 |              |               |       |  |
|  | AZS Częstochowa     | 3                | 3                |   | AZS Częstochowa     | 1                | 0                |                  |  |                 |             |             |                 |              |               |       |  |
|  |                     |                  |                  |   | AZS Częstochowa     | 1                | 0                |                  |  |                 |             |             |                 |              |               |       |  |
|  |                     |                  | Trentino Volley  | 3 | 3                   |                  |                  |                  |  |                 |             |             |                 |              |               |       |  |
|  | CV Pórtol           | 0                | Trentino Volley  | 3 | 3                   | 0                |                  |                  |  |                 |             |             |                 |              |               |       |  |
|  | CV Pórtol           | 0                |                  |   |                     |                  |                  |                  |  |                 |             |             |                 |              |               |       |  |
|  | Trentino Volley     | 3                | 3                |   |                     |                  |                  |                  |  |                 |             |             |                 |              |               |       |  |
|  | Trentino Volley     | 3                | 3                |   |                     |                  |                  |                  |  | Trentino Volley | 3           |             |                 |              |               |       |  |
|  |                     |                  |                  |   |                     |                  |                  |                  |  | Trentino Volley | 3           |             |                 |              |               |       |  |
|  |                     |                  | Lube Macerata    | 0 |                     |                  |                  |                  |  |                 |             |             |                 |              |               |       |  |
|  | Lube Macerata       | 3                | Lube Macerata    | 0 | 2                   |                  |                  |                  |  |                 |             |             |                 |              |               |       |  |
|  | Lube Macerata       | 3                |                  |   |                     |                  |                  |                  |  |                 |             |             |                 |              |               |       |  |
|  | Fenerbahçe Estambul | 0                | 3                |   |                     |                  |                  |                  |  |                 |             |             |                 |              |               |       |  |
|  | Fenerbahçe Estambul | 0                | 3                |   | Lube Macerata       | 3                | 2                |                  |  |                 |             |             |                 | Tercer lugar | Tercer lugar  |       |  |
|  |                     |                  |                  |   | Lube Macerata       | 3                | 2                |                  |  |                 |             |             |                 | Tercer lugar | Tercer lugar  |       |  |
|  |                     |                  | VK Zenit Kazán   | 0 | 3                   |                  |                  |                  |  |                 |             |             |                 |              |               |       |  |
|  | ACH Volley          | 2                | VK Zenit Kazán   | 0 | 3                   | 0                |                  |                  |  |                 |             |             | Iskra Odintsovo | 3            |               |       |  |
|  | ACH Volley          | 2                |                  |   |                     |                  |                  |                  |  |                 |             |             | Iskra Odintsovo | 3            |               |       |  |
|  | VK Zenit Kazán      | 3                | 3                |   |                     |                  |                  |                  |  |                 |             |             |                 |              | Lube Macerata | 2     |  |
|  | VK Zenit Kazán      | 3                | 3                |   |                     |                  |                  |                  |  |                 |             |             |                 |              | Lube Macerata | 2     |  |
|  |                     |                  |                  |   |                     |                  |                  |                  |  |                 |             |             |                 |              |               |       |  |

## Fase de Playoffs

### Fórmula
La fase de playoff se disputa en eliminatorias a doble partido: el equipo que gana el mayor número de set al final de los dos partidos se clasifica para la siguiente ronda. En la eventualidad que ambos equipos hayan ganado el mismo número de set, se disputará un set de desempate a los 15 puntos llamado golden set o set de oro. 
Equipo del mismo país y procedentes del mismo grupo no pueden enfrentarse en los octavos de final mientras que en la eventualidad que tres equipos del mismo país se clasifican para los cuartos de final habrá que emparejar dos de ellas porqué no pueden estar más de dos equipos del mismo país en las semifinales de la Final Four.
| Ida                                                              | Vuelta                                                              |
| ---------------------------------------------------------------- | ------------------------------------------------------------------- |
| Dinamo Moscú - Bełchatów 3-2 (25-21, 22-25, 25-23, 28-30, 15-13) | Bełchatów - Dinamo Moscú 3-1 (18-25, 25-21, 25-21, 25-19)           |
| Maaseik - Odintsovo 1-3 (24-26, 25-19, 16-25, 23-25)             | Odintsovo- Maaseik 3-0 (25-16, 25-21, 25-21)                        |
| Roeselare - Friedrichshafen 1-3 (27-25, 20-25, 15-25, 21-25)     | Friedrichshafen - Roeselare 2-3 (25-16, 22-25, 25-22, 22-25, 11-15) |
| Vitória SC - Iraklis VC 0-3 (23-25, 23-25, 19-25)                | Iraklis VC- Vitória SC 3-2 (25-13, 21-25, 23-25, 25-19, 15-9)       |
| Piacenza - Częstochowa 2-3 (23-25, 23-25, 25-23, 25-17, 14-16)   | Częstochowa - Piacenza 3-0 (25-22, 25-20, 25-23)                    |
| CV Pórtol - Trentino Volley 0-3 (17-25, 20-25, 18-25)            | Trentino Volley - CV Pórtol 3-0 (25-13, 25-14, 25-19)               |
| Macerata - Fenerbahçe 3-0 (25-22, 25-23, 25-21)                  | Fenerbahçe - Macerata 3-2 (19-25, 27-29, 25-16, 25-23, 15-13)       |
| ACH Volley - Zenit Kazán 2-3 (28-30, 33-31, 25-19, 13-25, 10-15) | Zenit Kazán- ACH Volley 3-0 (25-18, 25-20, 25-19)                   |

| Ida                                                            | Vuelta                                                         |
| -------------------------------------------------------------- | -------------------------------------------------------------- |
| Bełchatów - Odinstovo 3-2 (25-27, 25-15, 25-23, 23-25, 17-15)  | Odintsovo - Bełchatów 3-0 (25-20, 25-18, 25-16)                |
| Friedrichshafen - Iraklis VC 0-3 (21-25, 25-27, 18-25)         | Iraklis VC - Friedrichshafen 3-0 (25-18, 25-20, 28-26)         |
| Częstochowa - Trentino Volley 1-3 (25-22, 21-25, 17-25, 18-25) | Trentino Volley - Częstochowa 3-0 (25-19, 25-14, 25-12)        |
| Macerata - Zenit Kazán 3-0 (26-24, 25-18, 25-20)               | Zenit Kazán - Macerata 3-2 (20-25, 25-23, 23-25, 25-20, 15-11) |

## Final Four

### Fórmula
En la final Four se disputan a partido único las dos semifinales y las finales por el título y por el 3/4 puesto. En la eventualidad de que dos equipos del mismo país llegan a la semifinal se enfrentarán entre sí.  
La Final Four fue organizada entre el 4 y el 5 de abril en la ciudad de Praga en República Checa en la O2 Arena, pabellón deportivo que puede ospitar más de 16.000 espectadores y el Trentino Volley se coronó campeón por primera vez en su historia derrotando por 3-1 los griegos del Iraklis VC.
| Fecha      | Partido                      | Resultado                        |
| ---------- | ---------------------------- | -------------------------------- |
| 4 de abril | Iskra Odintsovo - Iraklis VC | 1-3 (25-19, 22-25, 23-25, 23-25) |
| 4 de abril | Trentino Volley - Macerata   | 3-0 (25-21, 25-19, 25-23)        |

| Fecha      | Partido                    | Resultado                               |
| ---------- | -------------------------- | --------------------------------------- |
| 5 de abril | Iskra Odintsovo - Macerata | 3-2 (25-23, 25-23, 28-30, 21-25, 17-15) |

| Fecha      | Partido                      | Resultado                        |
| ---------- | ---------------------------- | -------------------------------- |
| 5 de abril | Iraklis VC - Trentino Volley | 1-3 (12-25, 25-21, 24-26, 22-25) |

### Campeón
| Campeón de la Liga de Campeones de 2008-09 |
| ------------------------------------------ |
| Trentino Volley 1º Título                  |